# رون هنري
رون هنري (بالإنجليزية: Ron Henry)‏ (17 أغسطس 1934 في المملكة المتحدة - 27 ديسمبر 2014 في المملكة المتحدة) هو لاعب كرة قدم بريطاني في مركز الدفاع. شارك مع منتخب إنجلترا لكرة القدم. أما مع النوادي، فقد لعب مع توتنهام هوتسبير.

## مسيرته الكروية
لعب رون هنري خلال مسيرته الاحترافية مع نادِ واحدٍ في اثنا عشر موسمًا وسجل خلالها هدفًا واحدًا ضمن 247 مباراة. حيث فاز في موسمين بالكأس وفي موسم واحد بالدوري.
خاض رون هنري مسيرته مع نادي توتنهام هوتسبير في موسم 1954–55 ليلعب معه اثنا عشر موسمًا، مشاركًا في 247 مباراة سجل خلالها هدفًا واحدًا.

## وصلات خارجية
- رون هنري على موقع قاعدة بيانات كرة القدم.إي يو (الإنجليزية)
- رون هنري على موقع ناشيونال فوتبول تيمز (الإنجليزية)